# Wife Wanted (film 1914)
Wife Wanted è un cortometraggio muto del 1914 diretto da Ralph Ince.

## Produzione
Il film fu prodotto dalla Vitagraph Company of America come Broadway Star.

## Distribuzione
Distribuito dalla General Film Company, il film - un cortometraggio in due bobine - uscì nelle sale cinematografiche statunitensi il 18 maggio 1914 con il titolo Too Many Uncles. Ribattezzato, fu distribuito con il nuovo titolo il 5 settembre 1914.